# Poa unispiculata
Poa unispiculata là một loài cỏ trong họ hòa thảo, thuộc chi poa.